# Olympiodoros von Athen
Olympiodoros (altgriechisch Ὀλυμπιόδωρος Olympiódōros; † nach 287 v. Chr.) war ein Archon und Strategos von Athen zu Beginn des 3. vorchristlichen Jahrhunderts.
Als Stratege operierte Olympiodoros 301 v. Chr. militärisch erfolgreich gegen den Diadochen Kassander und konnte Elateia entsetzen. Nach einer vagen Andeutung bei Pausanias gehörte Olympiodoros zu Beginn der Tyrannis des Lachares im Jahr 300/299 v. Chr. der demokratischen Opposition an, wohl als Nachfolger des ermordeten Strategen Charias, und verteidigte erfolgreich den Piräus und den Munychia gegen den Tyrannen. Lachares wurde 294 v. Chr. vertrieben und Demetrios Poliorketes konnte ein zweites Mal in die Stadt einziehen. Demetrios war in der Zeit vor der Tyrannis als Schutzherr der athenischen Demokratie aufgetreten, deren Machtübernahme er nun ein zweites Mal förderte. Weil sich Athen aber nach der Schlacht von Ipsos 301 v. Chr. von ihm losgesagt hatte, war er nun nicht mehr bereit, der Stadt die volle Autonomie zu gewähren, und ließ deshalb auf dem Museionshügel eine Besatzung zurück, womit er seine tatsächliche Herrschaft über die Stadt sicherte. Demetrios zog kurz darauf weiter, um den Thron Makedoniens zu übernehmen, und Olympiodoros amtierte die folgenden zwei Jahre (294/293 und 293/292 v. Chr.) als Archon.
Als die Herrschaft des Demetrios in Makedonien 288 v. Chr. nach einer militärischen Offensive des Pyrrhos und des Lysimachos zusammenbrach, entschlossen sich auch die Athener zur Erhebung gegen ihn. Sie wählten Olympiodoros zu ihrem Strategos, der erfolgreich die Besatzung vom Museion vertrieb. Im Anschluss befreite er auch das benachbarte Eleusis von der Besatzung und schloss eine Allianz mit den Aitolern, um einem Gegenschlag des Demetrios von Makedonien aus zuvorzukommen. Dieser aber war über den Seeweg wieder in Attika eingedrungen und nahm die Belagerung von Athen auf. Durch geschicktes diplomatisches Taktieren konnten die Athener aber ihren ehemaligen Schutzherrn zur Aufgabe der Belagerung bewegen, der darauf mit seiner Flotte nach Asien abzog. Für seine militärischen Verdienste wurden Olympiodoros sowohl in Athen (auf der Akropolis) als auch in Eleusis Ehrungen in Form von Statuen und Bildnissen dargebracht. Die Stadt Elateia stiftete ihm eine Bronzestatue im delphischen Heiligtum.
Im Jahr 281 v. Chr. konnten die Athener auch den Piräus und Munychia von der Besatzung befreien und somit zum ersten Mal seit dem Lamischen Krieg (323/322 v. Chr.) unter einer demokratischen Regierung die volle politische Autonomie zurückgewinnen. Diese sollten sie aber nach dem Chremonideischen Krieg 262 v. Chr. wieder an Antigonos II. Gonatas verlieren, den Sohn des Demetrios.